# Abbaye de Rijnsburg

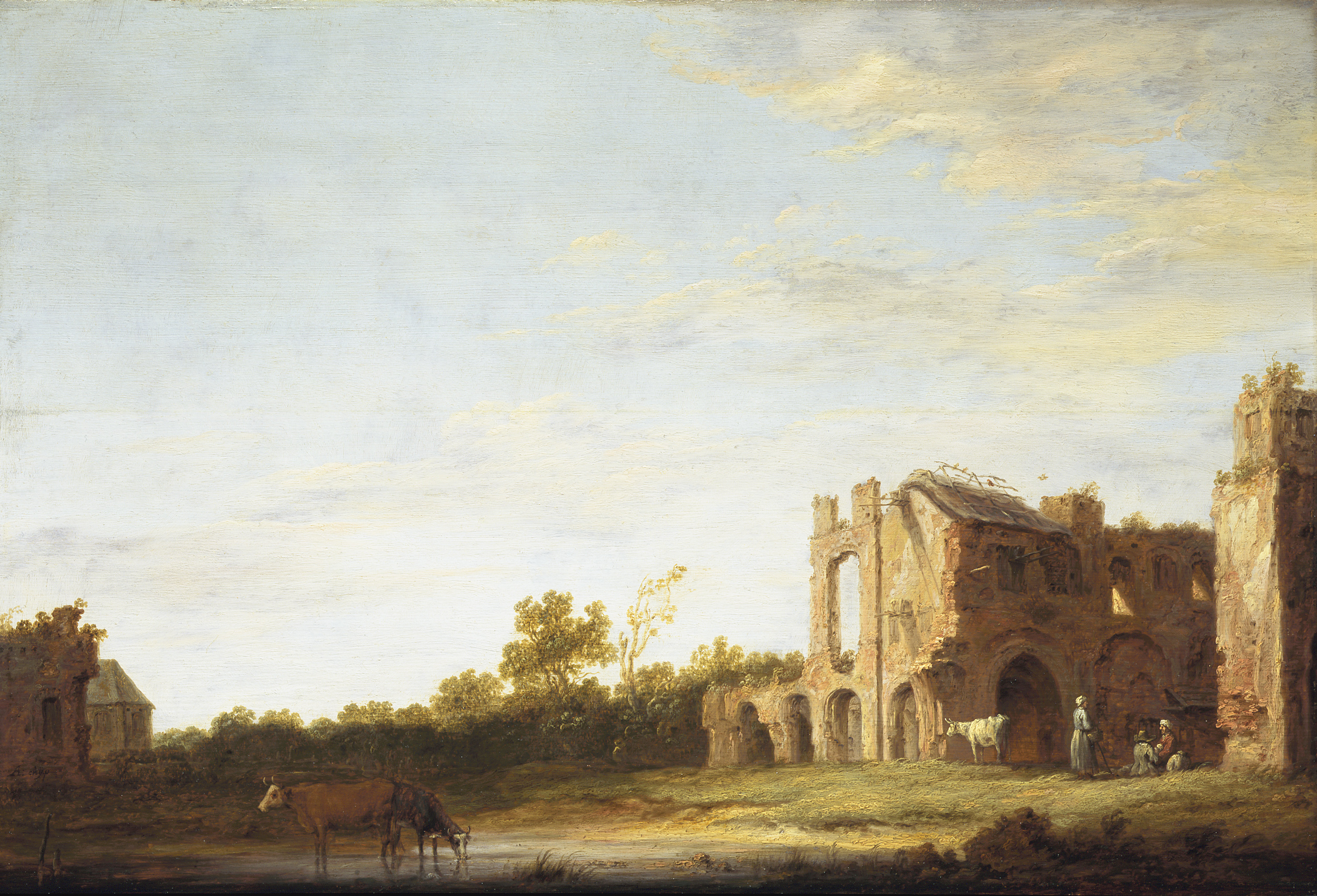
Paysage avec ruines de l'Abbaye de Rijnsburg (Aelbert Cuyp c. 1640 - 1642).

L'Abbaye de Rijnsburg (1133 - 1574) a été fondée en 1133 par Petronille de Lorraine, la veuve du comte Florent II de Hollande, lors de sa régence pour son fils Thierry VI de Hollande.
C'était une abbaye bénédictine uniquement pour femmes d'origine noble. Selon les manuscrits liturgiques existants, il peut être établi que les membres de cette communauté ont suivi l'usage liturgique germanique. Il est attesté que l'année de la fondation de cette abbaye, des nonnes sont venues de Stotterlingenburg (près de la ville de Lüttgenrode (de)). Il n'y a pratiquement aucune raison de croire que l'abbaye de Rijnsburg ou sa maison-mère Stötterlingenburg, située dans le Harz du Nord, n'aient jamais appartenu à l'ordre de Cluny .
En raison de la protection des comtes et comtesses de Hollande, c'était l'abbaye de femmes la plus importante de ce territoire, possédant beaucoup de terres, comprenant l'Aalsmeer (nommée "Alsmar" à l'époque) et le Boskoop (acquise en 1222).
En 1574 (en pleine Guerre de Quatre-Vingts Ans), les bâtiments du monastère ont été détruits par un incendie mais, heureusement, les pensionnaires ont pu être auparavant mises en sécurité.
En 1578, la reconstruction de l'église fut lancée. L'abbaye ne fut jamais reconstruite et les ruines furent démolies autour de l'année 1808.

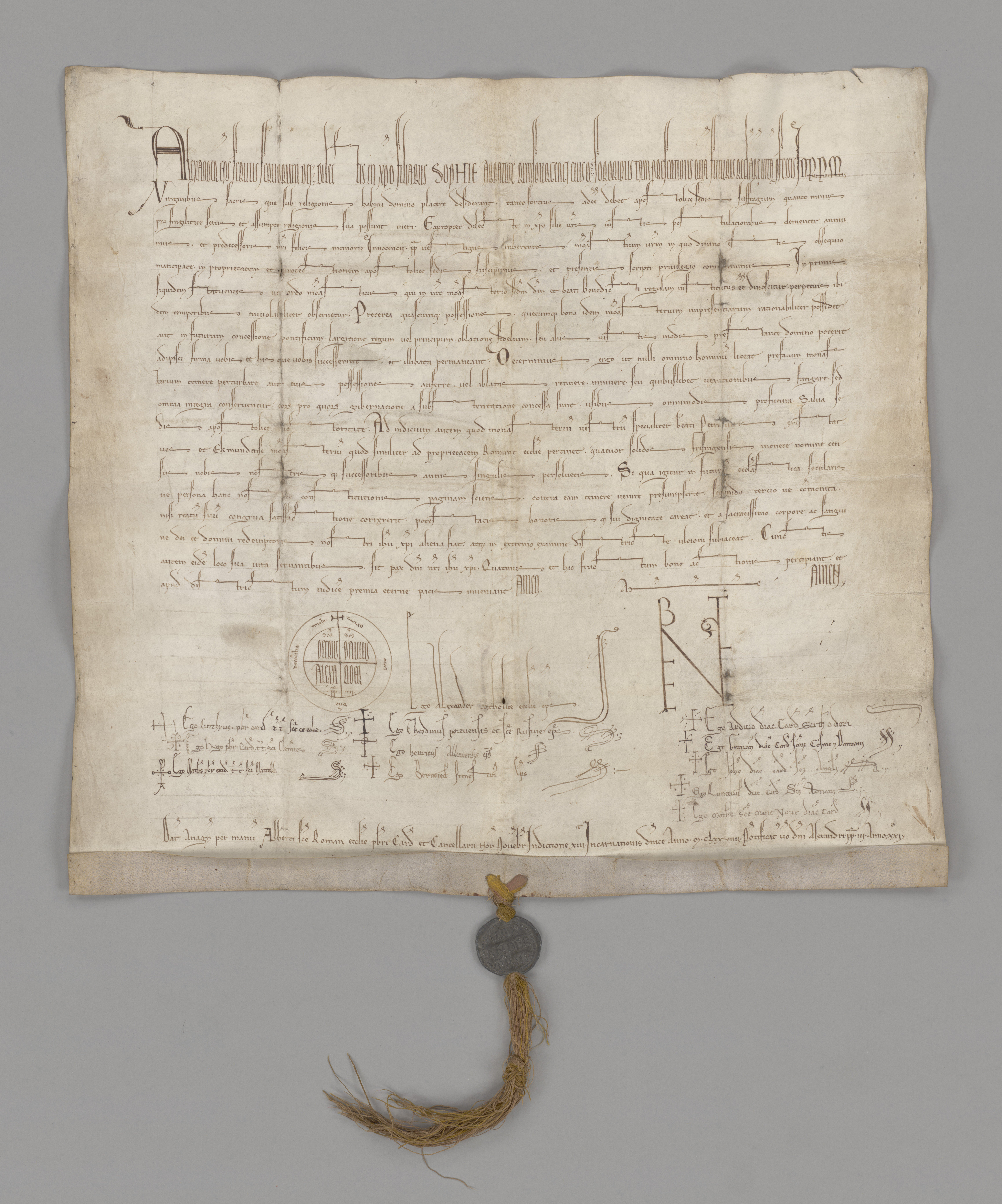
La pièce la plus ancienne des Nationaal Archief, datée de 1179, mentionnant l'abbaye de Rijnsburg. Cette charte porte le sceau du pape Alexandre III et confirme une décision antérieure de son prédécesseur, le pape Innocent II, avec le comte de Hollande Thierry VI. Ils conviennent dès 1140 que les abbayes hollandaises d'Egmond et de Rijnsburg seraient remises au pape.

Aujourd'hui, dans le centre de Rijnsburg, il ne reste qu'une seule des deux tours de l'église abbatiale romane, qui fait partie de l'église actuelle. Une plaque commémorative indique : Voici l'abbaye de femmes de Rijnsburg qui a été fondée en 1133 par Petronella, comtesse de Hollande. L'église abbatiale était le lieu d'inhumation pour de nombreux membres de la maison de Hollande dont les tombes de Guillaume Ier (1203-1222), de Florent IV (1222-1234), de Florent V (1256-1296) et de Jan I (1296-1299). L'abbaye richement dotée de propriétés foncières en Hollande et Zélande, a été détruite (sauf la tour Sud-ouest) en 1573-1574. Des fouilles ont été réalisées en 1612 et de 1949 à 1966.

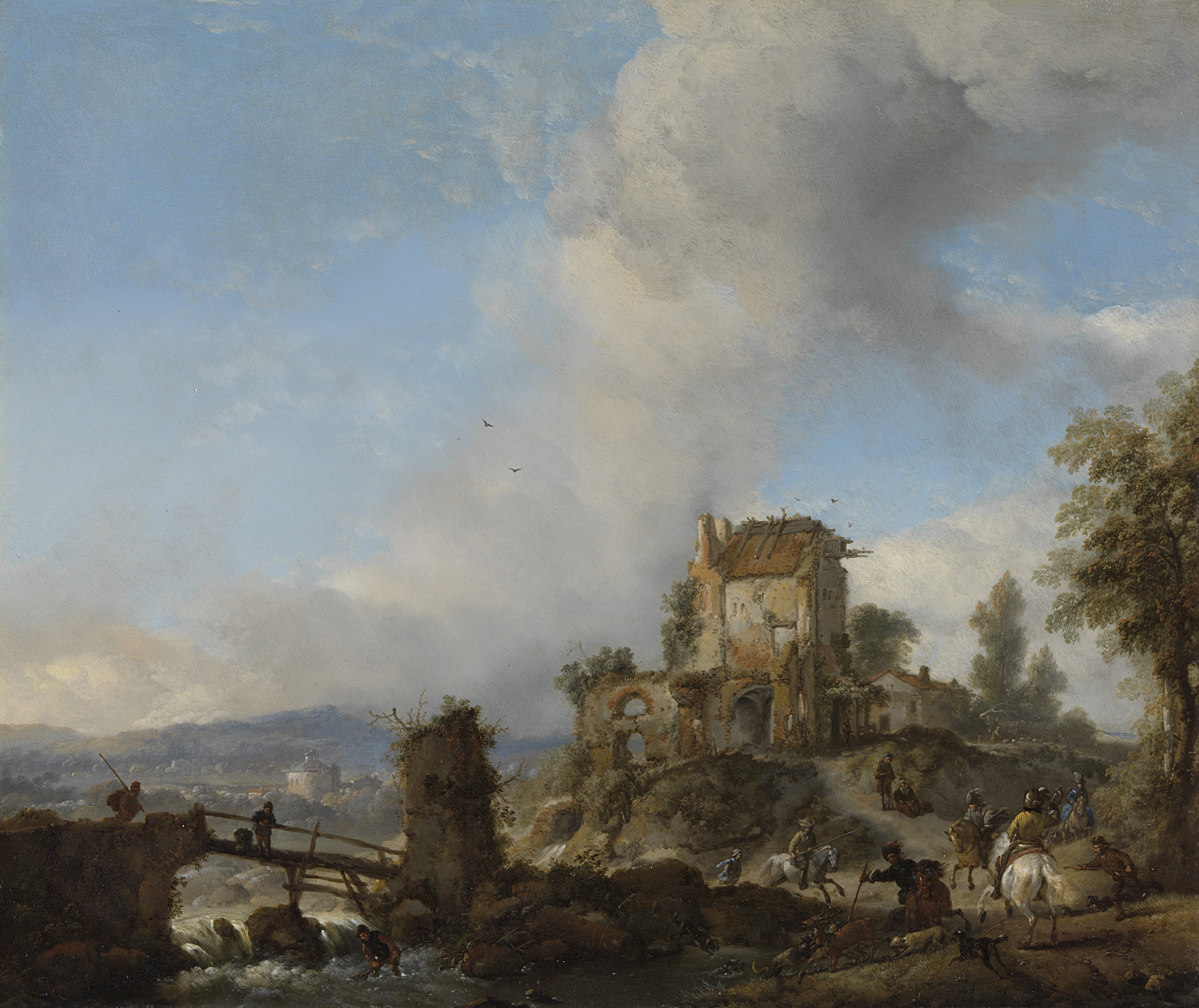
Chasse au cerf montrant les ruines de l'Abbaye de Rijnsburg (Philips Wouwerman vers 1650 - 1668).
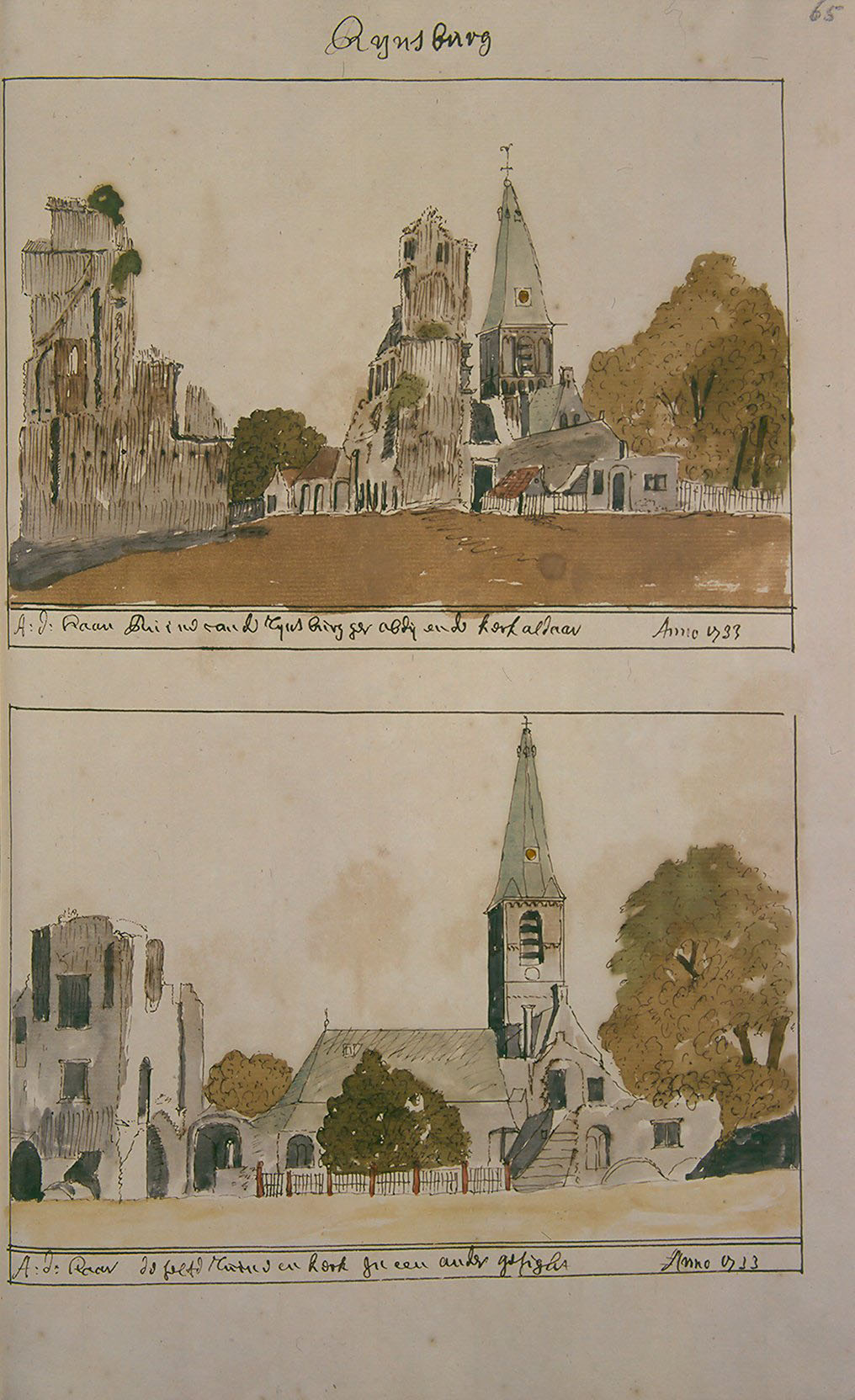
Atlas Schoemaker: Hollande du Sud, Rijnsburg (Andries Schoemaker vers 1710 - 1735).
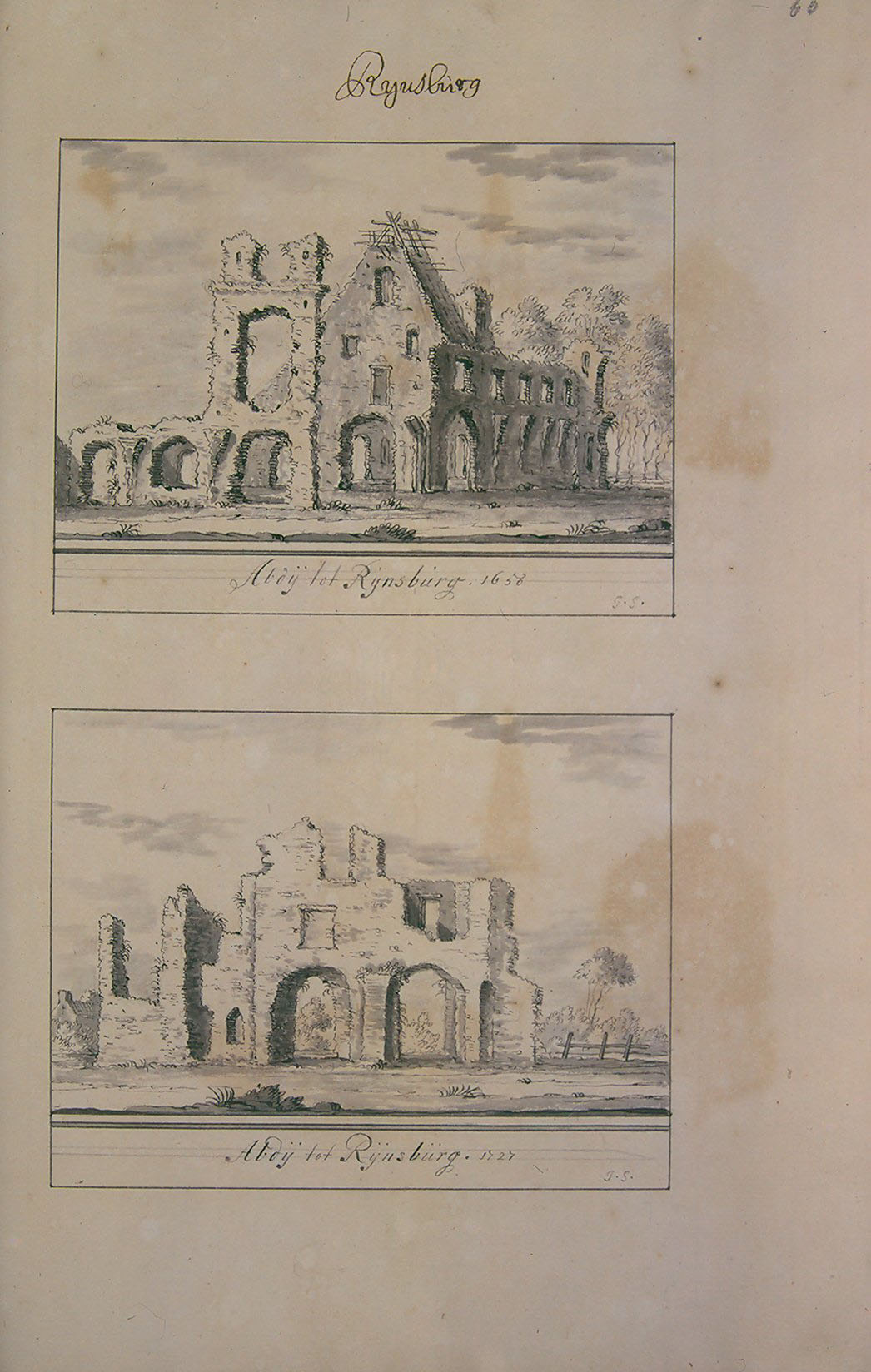
Atlas Schoemaker: Hollande du Sud, Rijnsburg (Andries Schoemaker vers 1710 - 1735).
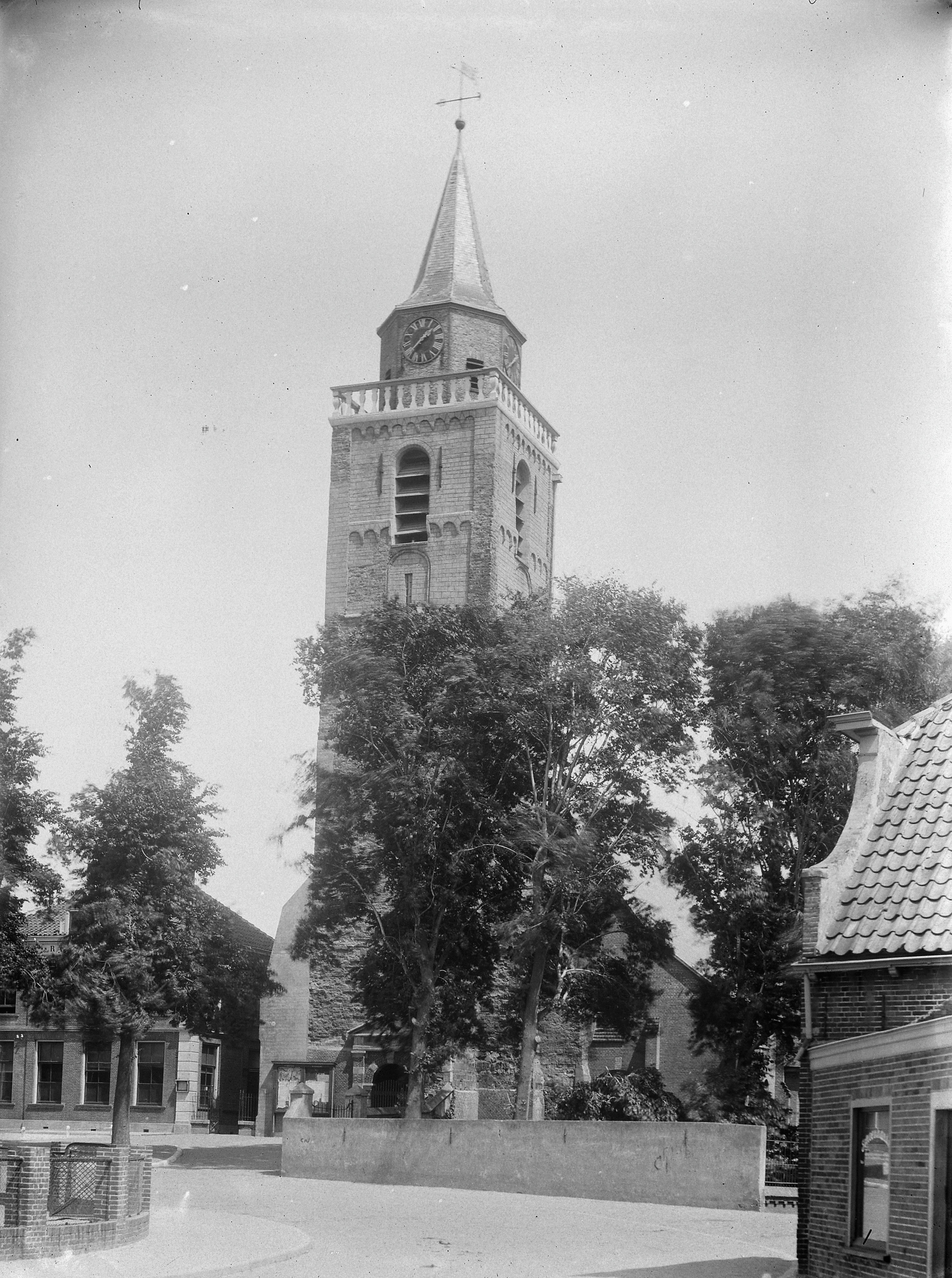
Vue de la tour de l'église à Rijnsburg.
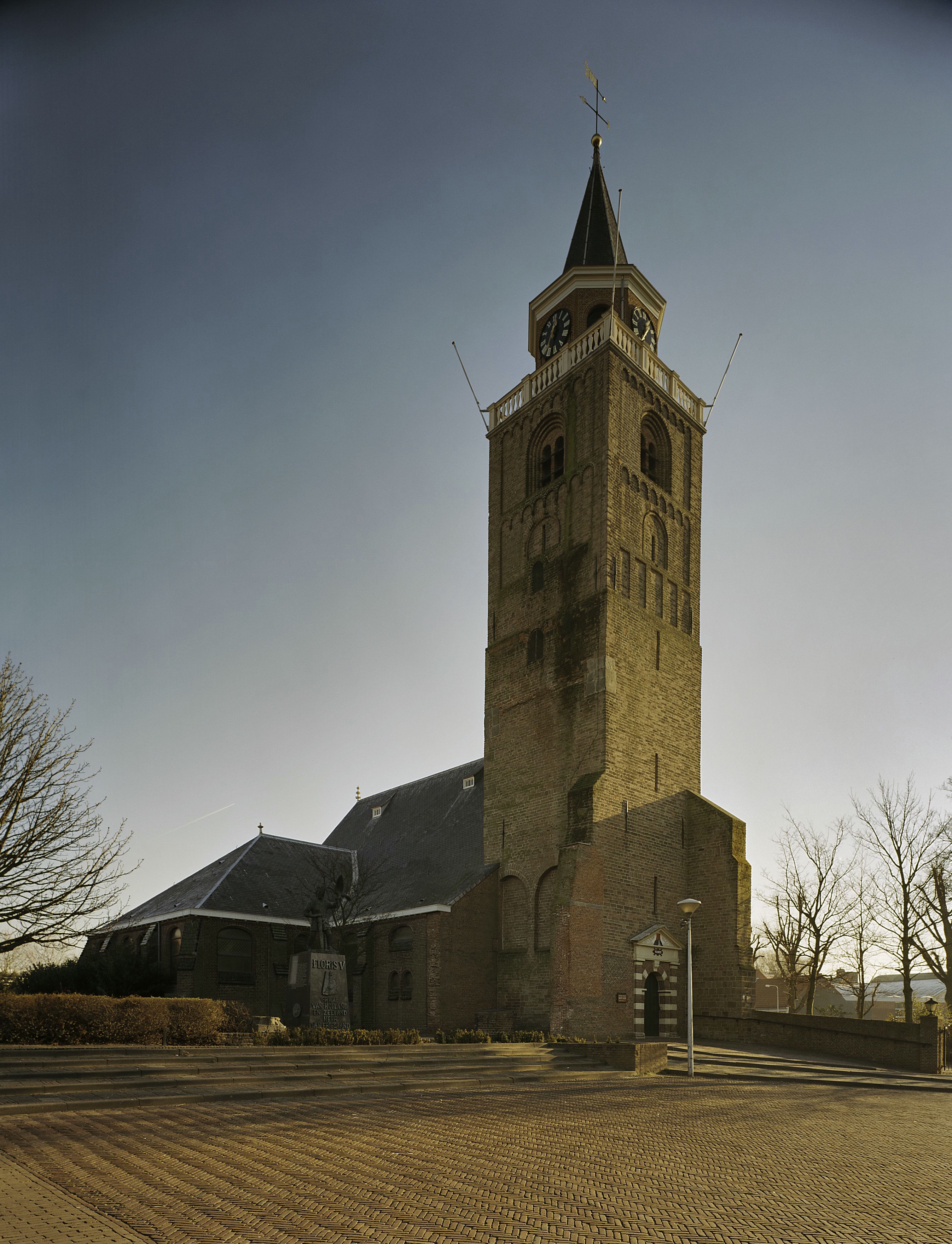
Vue générale de la tour de l'église à Rijnsburg.
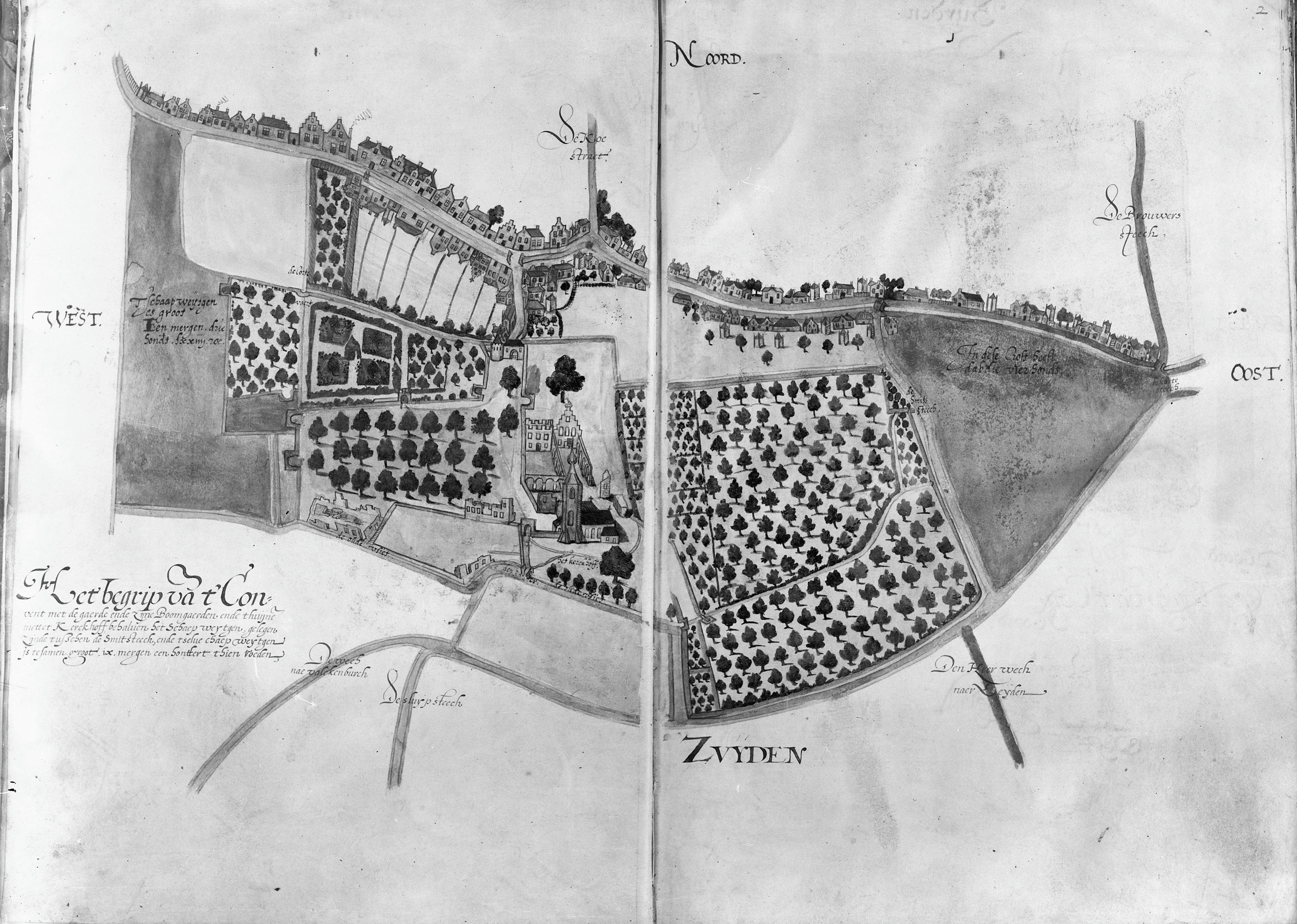
Aperçu des ruines de l'abbaye dans un dessin vue du ciel par Symon Aerntsz vers 1596-1598.
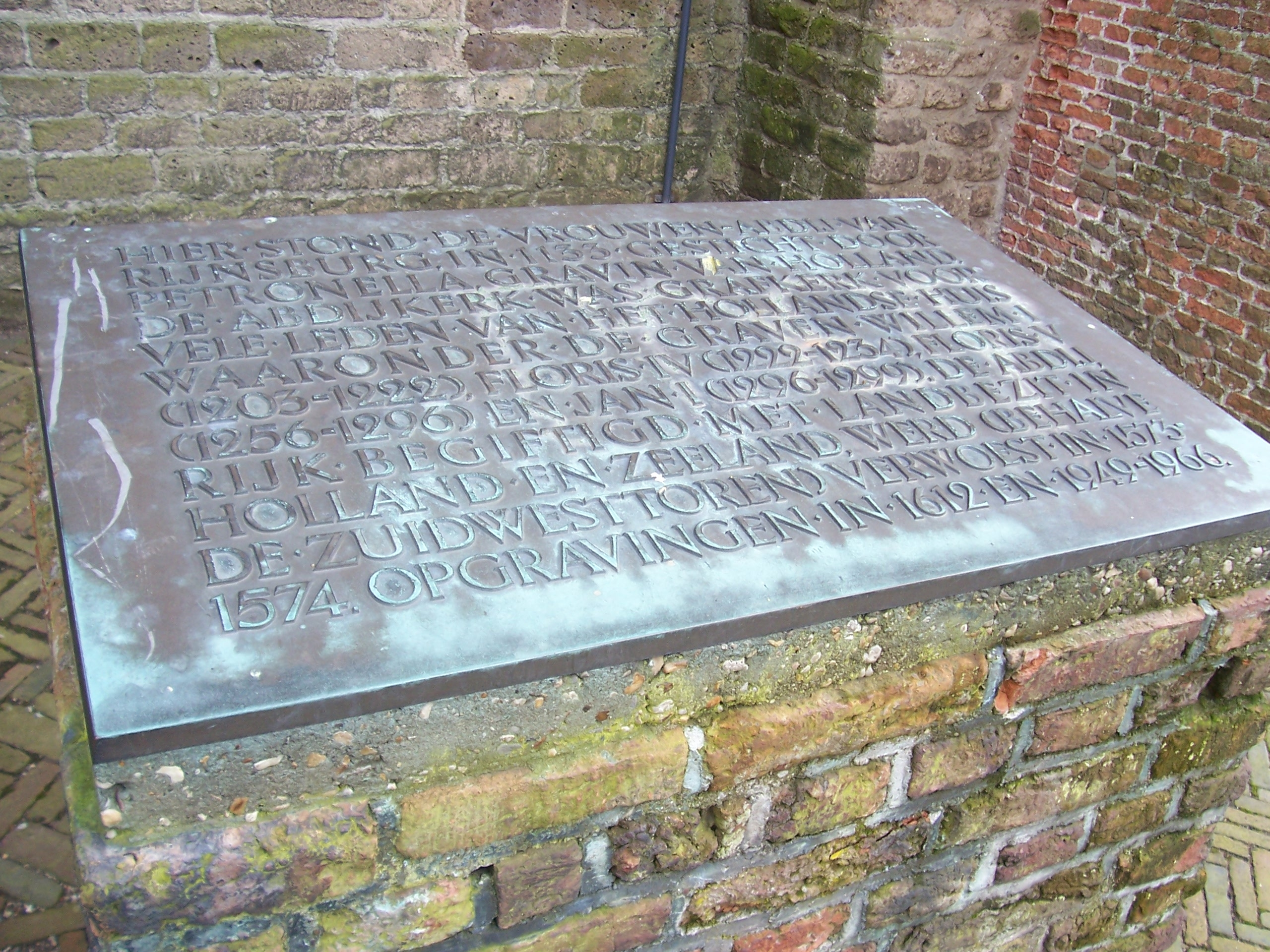
Plaque déposée sur le site.

## Inhumations dans l'abbaye de Rijnsburg
- Gertrude (dite Petronille) de Lorraine, fondatrice de l'abbaye et épouse du comte Florent II de Hollande.
- Adélaïde de Clèves, épouse de Thierry VII de Hollande.
- Ada de Hollande de Rijnsburg (nl), abbesse, fille de Guillaume Ier issue de son premier mariage avec Adélaïde de Gueldre.
- Comte Florent le Noir
- Comte Thierry VI de Hollande.
- Comte Guillaume Ier de Hollande.
- Comte Florent IV de Hollande [6].
- Comte Florent V de Hollande.
- Comte Jean Ier de Hollande.

## Études archéologiques
En 1612 puis dans la période 1949 - 1966, des fouilles ont été réalisées.

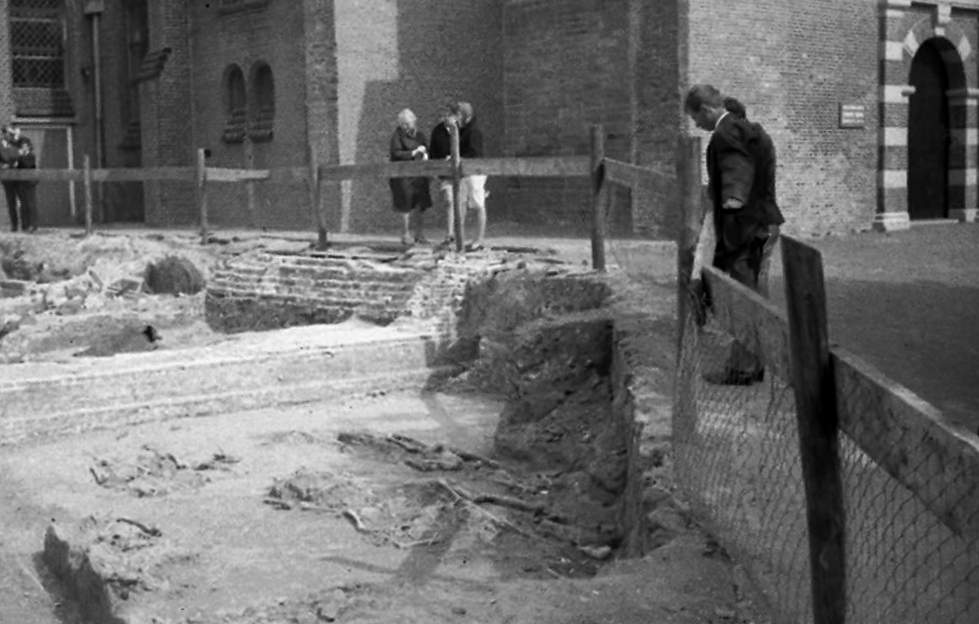
Fouilles archéologiques, été 1966.
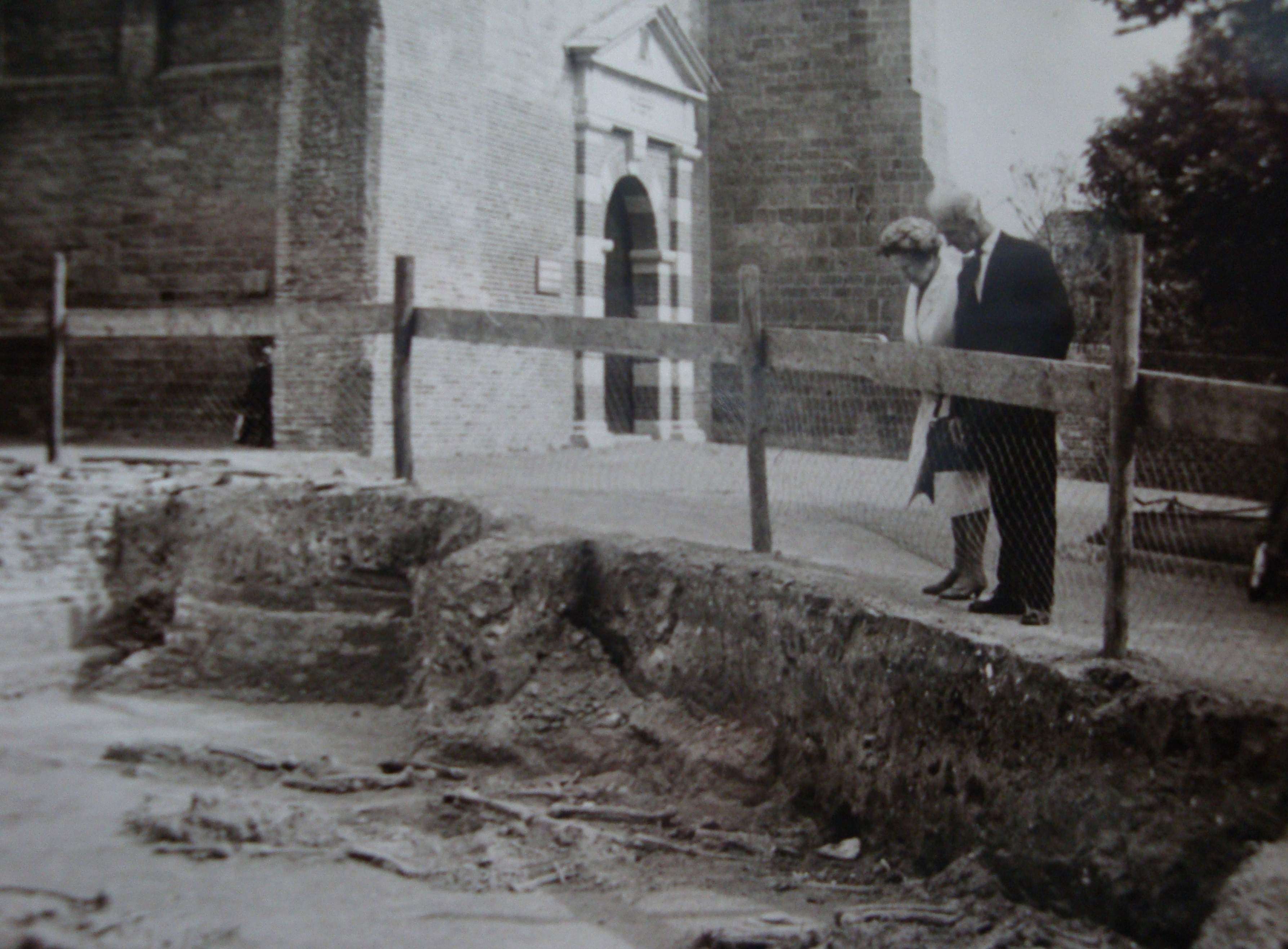
Fouilles archéologiques, été 1966.
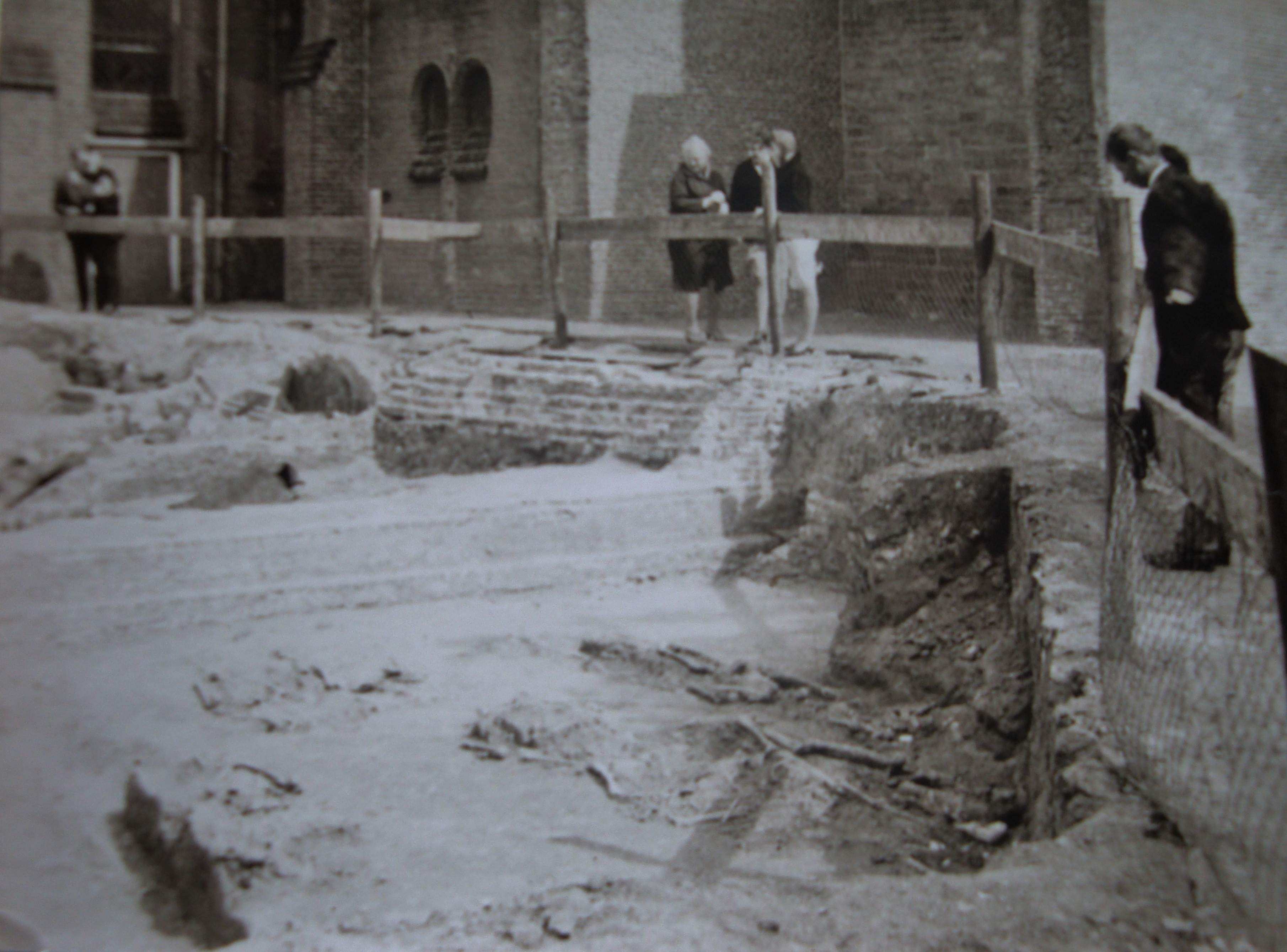
Fouilles archéologiques, été 1966.
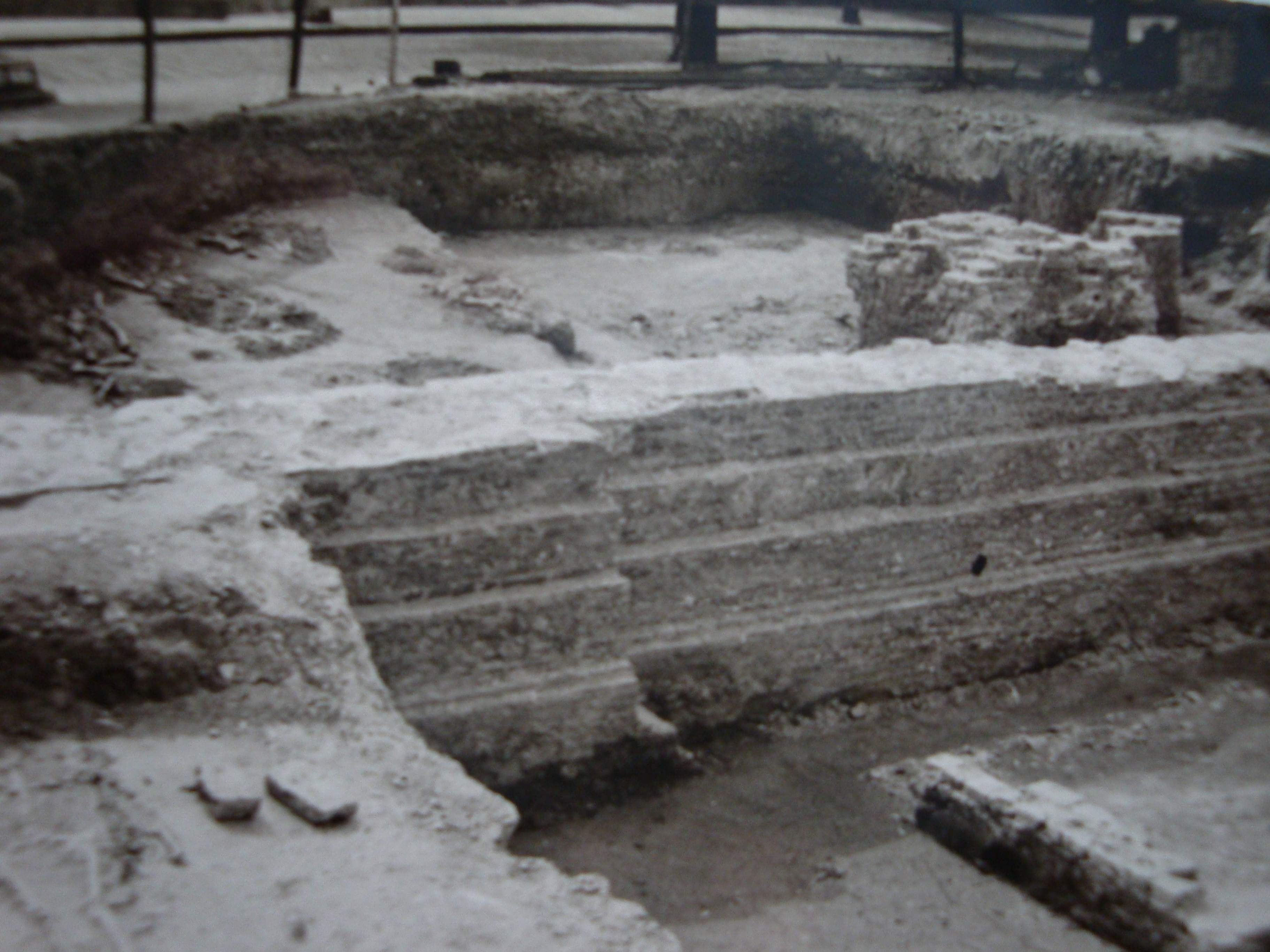
Fouilles archéologiques, été 1966.

## Liste des abbesses
Une liste plus exhaustive des abbesses de cette abbaye est consultable sur Liste des abbesses de Rijnsburg (nl).
Quelques noms issues de la noblesse ayant eu le titre :
- Sophie, abbesse en 1200, fille de Thierry VI de Hollande ;
- Agnès (décédée en 1228), fille de Florent III de Hollande ;
- Ada dite de Hollande, fille de Guillaume Ier comte de Hollande, de 1239 jusqu'à sa mort en 1258 ;
- Machteld (†1349), issue de la Maison van Wassenaer ;
- Maria Schenck van Toutenburg (-1552), sœur de l'archevêque d'Utrecht Frédéric Schenck de Toutenbourg et fille de Georg Schenck van Toutenburg (1480-1540). Elle est inhumée dans la Grande Église Laurent de Rijnsburg ;
- Elburg van den Boetzelaer (nl) (ca.1510-Rijnsburg,1568), abbesse de 1553 à 1568.